# アルノ・ガイガー
アルノ・ガイガー（Arno Geiger、1968年7月22日 - ）はオーストリアの小説家。
ガイガーはブレガンツの近くにあるヴオルフルトの村で育った。ウィーン大学とインスブルック大学でドイツ学、古代史、比較文学を学んだ。1993年からフリーライターとして執筆を始めた。また毎年行われるブレゲンツァーフェストスピーレ夏季オペラ祭に技術士として1986年から2002年勤務した。
1996年と2004年にはクラーゲンフルトで開かれるドイツ語大会に参加した。
2005年には彼の著書『Es geht uns gut』に対して最初のドイツ書籍賞が贈られた。
ガイガーはヴォルフルトとウィーンに住んでいる。

## 受賞歴
- 1994 Scholarship by the Austrian Ministry of Science and Culture
- 1998 Abraham Woursell Award, New York (a talent award for young European writers)
- 2001 Carl-Mayer-Drehbuch-Förderpreis, Graz (a screenplay award named for screenplay writer Carl Mayer (1894–1944))
- 2005 Förderpreis zum Friedrich-Hölderlin-Preis, Bad Homburg (talent award)
- 2005 ドイツ書籍賞